# チャド・モトーラ
チャールズ・エドワード・モトーラ（Charles Edward Mottola, 1971年10月15日 - ）は、アメリカ合衆国ジョージア州リッチモンド郡オーガスタ出身の元プロ野球選手（外野手）、野球指導者。右投右打。現在は、MLBのタンパベイ・レイズの打撃コーチを務める。

## 経歴

### プロ入り前
1989年のMLBドラフト10巡目（全体245位）でボルチモア・オリオールズから指名されたが、この時は契約せずにセントラルフロリダ大学へ進学した。

### 現役時代
1992年のMLBドラフト1巡目（全体5位）でシンシナティ・レッズから指名され、プロ入り。なお、同ドラフトでの次の全体6位ではニューヨーク・ヤンキースがデレク・ジーターを指名している。1996年4月23日にメジャーデビュー。メジャーでは4球団を渡り歩いたが、実働5年間で通算59試合の出場で4本塁打にとどまった。マイナーリーグでは実働16年間で通算1801試合に出場して249本塁打を放っており、トロント・ブルージェイズ傘下（当時）であるAAA級シラキュース・スカイチーフス所属時の2000年にはインターナショナルリーグMVPに選出されている。2007年を最後に引退したが、インターナショナルリーグでの活躍が評価され、引退後の2020年にはインターナショナルリーグ野球殿堂入りを果たしている。

### 引退後
引退翌年の2008年にブルージェイズ傘下のルーキー級ガルフ・コーストリーグ・ブルージェイズの打撃コーチへ就任すると、以降2009年にはマイナーリーグ巡回打撃インストラクター、2020年から3年間はAAA級ラスベガス・フィフティワンズの打撃コーチを歴任した。
2013年にはブルージェイズの打撃コーチを務めたが、1年で退任した。
2014年からはタンパベイ・レイズの打撃コーディネイターへ就任し、2016年9月よりレイズの打撃コーチを務めている。

## 詳細情報

### 表彰
MiLB
- インターナショナルリーグ最優秀選手賞（英語版）：1回（2000年）

### 背番号
- 54（1996年）
- 22（2000年）
- 27（2001年）
- 39（2004年、2013年）
- 21（2006年）
- 51（2016年 - ）